# ノブタコウイチ
ノブタ コウイチ（1976年 - ）は、日本のCGプロデューサー/ディレクター。神奈川県出身。神央薬品株式会社代表取締役社長。

## 映画
- 『ポケモンレンジャーと蒼海の王子 マナフィ』（2006）- CGアニメーター
- 『ヤッターマン』（2009）- プロダクションマネージャー
- 『鴨川ホルモー』（2009）- プロダクションマネージャー
- 『カムイ外伝』（2009）- コンポジッター
- 『ONE PIECE 3D 麦わらチェイス』（2011）- CGアニメーションディレクター
- 『怪物くん』（2011）- CGユニットプロデューサー
- 『ベルセルク 黄金時代篇I 覇王の卵』（2012）- CGアニメーター
- 『ドラゴンエイジ -ブラッドメイジの聖戦-』（2012）- CGアニメーター
- 『ウルトラマンサーガ』 （2012）- CGアニメーター
- 『アシュラ』（ 2012）- CGアニメーションリード
- 『ONE PIECE FILM Z』（2012）- CGアニメーター
- 『妖怪人間ベム』（2012）- CGプロデューサー
- 『牙狼-GARO- 〜蒼哭ノ魔竜〜』（2013）- CGアニメーター
- 『ドラゴンボールZ　神と神』（2013）- CGアニメーションディレクター
- 『キャプテンハーロック』 （2013）- CGアニメーター
- 『劇場版 SPEC〜結〜』（2013）- CGプロデューサー
- 『絶狼-ZERO- -BLACK BLOOD-』（2014）- CGアニメーションディレクター
- 『聖闘士星矢 Legend of Sanctuary』（2014）- CGアニメーター